# Heymans (cráter)
Heymans es un cráter de impacto que se encuentra en la parte norte de la cara oculta de la Luna, entre los cráteres Poinsot hacia el norte e Hippocrates un poco más al sur. Al sureste de Heymans se halla el cráter Mezentsev de mayor tamaño.
|  |

Este cráter ha sido erosionado por impactos posteriores, pero conserva el aspecto general de su forma original. En el extremo norte, un pequeño cráter se encuentra sobre el borde, con impactos más pequeños situados a través del borde hacia el este y el sur. El brocal es generalmente redondeado y simétrico, con una pared interior ligeramente más estrecha al noreste. Dentro del borde, el piso interior es nivelado y casi sin rasgos distintivos.

## Cráteres satélite
Por convención estos elementos se identifican en los mapas lunares colocando la letra en el lado del punto medio del cráter que está más cercano a Heymans.
|         | \| Heymans \| Coordenadas \| Diámetro \| \| ------- \| ------------------------------- \| -------- \| \| D \| 76°48′N 132°18′O / 76.8, -132.3 \| 25 km \| \| F \| 75°00′N 133°36′O / 75.0, -133.6 \| 50 km \| \| T \| 75°12′N 155°24′O / 75.2, -155.4 \| 31 km \| |          |
| Heymans | Coordenadas | Diámetro |
| D       | 76°48′N 132°18′O / 76.8, -132.3 | 25 km    |
| F       | 75°00′N 133°36′O / 75.0, -133.6 | 50 km    |
| T       | 75°12′N 155°24′O / 75.2, -155.4 | 31 km    |